# Episodi di Laramie (prima stagione)
La prima stagione della serie televisiva Laramie è andata in onda negli Stati Uniti dal 15 settembre 1959 al 19 aprile 1960 sulla NBC.
| nº | Titolo originale       | Titolo italiano               | Prima TV USA      | Prima TV Italia |
| -- | ---------------------- | ----------------------------- | ----------------- | --------------- |
| 1  | Stage Stop             |                               | 15 settembre 1959 |                 |
| 2  | Glory Road             |                               | 22 settembre 1959 |                 |
| 3  | Circle of Fire         |                               | 29 settembre 1959 |                 |
| 4  | Fugitive Road          |                               | 6 ottobre 1959    |                 |
| 5  | The Star Trail         |                               | 13 ottobre 1959   |                 |
| 6  | The Lawbreakers        |                               | 20 ottobre 1959   |                 |
| 7  | The Iron Captain       |                               | 27 ottobre 1959   |                 |
| 8  | General Delivery       |                               | 3 novembre 1959   |                 |
| 9  | The Run to Tumavaca    |                               | 10 novembre 1959  |                 |
| 10 | The General Must Die   |                               | 17 novembre 1959  |                 |
| 11 | Dark Verdict           |                               | 24 novembre 1959  |                 |
| 12 | Man of God             |                               | 1º dicembre 1959  |                 |
| 13 | Bare Knuckles          |                               | 8 dicembre 1959   |                 |
| 14 | The Lonesome Gun       |                               | 15 dicembre 1959  |                 |
| 15 | Night of the Quiet Men | La notte dell'uomo tranquillo | 22 dicembre 1959  |                 |
| 16 | The Pass               |                               | 29 dicembre 1959  |                 |
| 17 | Trail Drive            |                               | 12 gennaio 1960   |                 |
| 18 | Day of Vengeance       |                               | 19 gennaio 1960   |                 |
| 19 | The Legend of Lily     |                               | 26 gennaio 1960   |                 |
| 20 | Death Wind             |                               | 2 febbraio 1960   |                 |
| 21 | Company Man            |                               | 9 febbraio 1960   |                 |
| 22 | Rope of Steel          | La fune d'acciaio             | 16 febbraio 1960  |                 |
| 23 | Duel at Alta Mesa      |                               | 23 febbraio 1960  |                 |
| 24 | Street of Hate         |                               | 1º marzo 1960     |                 |
| 25 | Ride or Die            |                               | 8 marzo 1960      |                 |
| 26 | Hour After Dawn        |                               | 15 marzo 1960     |                 |
| 27 | The Protectors         |                               | 22 marzo 1960     |                 |
| 28 | Saddle and Spur        |                               | 29 marzo 1960     |                 |
| 29 | Midnight Rebellion     |                               | 5 aprile 1960     |                 |
| 30 | Cemetery Road          | La via del cimitero           | 12 aprile 1960    |                 |
| 31 | Men of Defiance        |                               | 19 aprile 1960    |                 |

## Stage Stop

### Trama
- Guest star: Gilman Rankin (vice), Norman Willis (Barkley), Boyd Stockman (Franky), Harvey Stephens (Print Shop Man), Dan Duryea (Bud Carlin), Everett Sloane (giudice Thomas J. Wilkens), Gordon Jones (Clint), Jon Locke (Matt), Don Haggerty (vice marshal), Dan Riss (Marshall), John Mitchum (Pete Morgan), Herman Hack (barista)

## Glory Road

### Trama
- Guest star: Rudy Bowman (frequentatore bar), Joanne Timmons (Woman on Stage), Jack Perrin (frequentatore bar), Chick Hannan (frequentatore bar), Nanette Fabray (Essie Bright), Eddie Albert (Roany Bishop), Ray Teal (barista), Read Morgan (Man on Stage), Francis McDonald (vecchio), Boyd Stockman (Frankie), Dick Crockett (cittadino), Leonard P. Geer (cittadino), Jack Tornek (frequentatore bar)

## Circle of Fire

### Trama
- Guest star: Eddy Waller (Mose), Frank Ferguson (Abner Crable), Frank DeKova (Yellow Knife), John Pickard (Calvin Dalyrumple), Ernest Borgnine (maggiore Prescott), Marsha Hunt (Martha Chambers), Robert F. Simon (Bert Bigelow), James Griffith (tenente)

## Fugitive Road

### Trama
- Guest star: Bert Freed (sergente Abe Jordan), Clu Gulager (soldato Gil Brady), Willis Bouchey (capitano), Anthony George (Areka), Don Kennedy (soldato)

## The Star Trail

### Trama
- Guest star: William D. Gordon (Vic Stoddard), Forrest Lewis (Minister), Emile Avery (frequentatore bar), John L. Cason (Mark Howard), Lloyd Nolan (sceriffo Tully Hatch), Patricia Barry (Evie), Mildred von Hollen (Ma), William Bryant (Curly Troy), James Anderson (vice sceriffo Grat), Hal Hopper (Bud Lauten), Chick Hannan (frequentatore bar)

## The Lawbreakers

### Trama
- Guest star: Bartlett Robinson (sceriffo), Rayford Barnes (Marcy), Michael Morgan (Chawcktaw), Robert Anderson (capitano Albert Reeves), John McIntire (giudice Barnaby Cade), James Best (Dallas), Christopher Dark (Rickert), Fred Coby (vicesceriffo)

## The Iron Captain

### Trama
- Guest star: Terry Frost (cittadino Noticing Escape), Ken Christy (Clem Walters), Chick Hannan (scagnozzo), Augie Gomez (cittadino), Edmond O'Brien (capitano Sam Prado), Valerie Allen (Lita Ray), James Coburn (Finch), Denver Pyle (sceriffo Hailey), George Keymas (Dixie Anderson), Gerald Milton (Jake Strome), Dehl Berti (scagnozzo), James Anderson (Lou), Walter Lawrence (cittadino)

## General Delivery

### Trama
- Guest star: Joe McGuinn (Deputy at First Shooing), Jack Hill (Virgil - The Bartender), Frank Mills (cittadino), Chick Hannan (Morgan Ranch Hand), Rod Cameron (Ed Caulder), Jerry O'Sullivan (sceriffo), Kelly Thordsen (Fired Ranch Hand), William Henry (Lou Delkins), Henry Rowland (Don Delkins), Dennis Moore (Sam Shaw), Charles J. Conrad (Morgan), 'Snub' Pollard (Pop)

## The Run to Tumavaca

### Trama
- Guest star: Kevin Hagen (Josh), John Alderson (George Hanover), Joe Dominguez (messicano Villager), Harry Lauter (Roy), Gena Rowlands (Laurel DeWalt), John Archer (Arnold DeWalt), Robert J. Wilke (Gareth), Tom Hernández (Montero Rios)

## The General Must Die

### Trama
- Guest star: Jason Johnson (Telegraph Agent), Kenneth MacDonald (Zeke - Decoy conducente della diligenza), Gilman Rankin (generale William Tecumseh), Tom London (Wilson - conducente della diligenza di Sherman), Brian Keith (Whit Malone), John Hoyt (colonnello Brandon), Read Morgan (Charlie), Don 'Red' Barry (Colin), Robert Nash (sceriffo McCord), Bud Osborne (Elmer)

## Dark Verdict

### Trama
- Guest star: Leake Bevil (Canyon Rider), Thomas Browne Henry (giudice), Walter Coy (pubblico ministero), Paul E. Burns (cercatore), Thomas Mitchell (giudice Matthew Hedrick), Warren Stevens (James Hedrick), L.Q. Jones (John MacLean), Harry Dean Stanton (Vern Cowan), Grant Richards (Isaih Carter), Herbert Lytton (impiegato di corte)

## Man of God

### Trama
- Guest star: Charlie Briggs (maniscalco), Raymond Bailey (colonnello Carlington), Tex Driscoll (frequentatore bar), Frank DeKova (Sitting Bull), James Gregory (padre Elliott), Bill Williams (Charlie Root), Douglas Kennedy (Gunrunner), Kathleen O'Malley (moglie), Sam Edwards (capitano), John Bryant (marito), Russ Bender (sceriffo), Dan White (cittadino), Tyler MacDuff (tenente), 'Snub' Pollard (frequentatore bar)

## Bare Knuckles

### Trama
- Guest star: Charles Morton (cittadino), Frank Mills (spettatore dello scontro), 'Snub' Pollard (spettatore dello scontro), Jack Perrin (spettatore dello scontro), Don Megowan (Terry Mulligan), Wally Brown (Brad Holvig), Eddy Waller (Mose), Hal Baylor (cowboy Hill), Charles Tannen (barista), Harry Wilson (vice sceriffo Keith Howard), John Mitchum (Drunk Cowboy), Herman Hack (spettatore dello scontro), Ray Jones (spettatore dello scontro), Jack Kenny (spettatore dello scontro), Buddy Roosevelt (spettatore dello scontro)

## The Lonesome Gun

### Trama
- Guest star: William Vaughn (Deputy), Sydney Mason (barista), Kermit Maynard (cittadino), Norman Leavitt (impiegato dell'hotel), Gary Merrill (Ed Farrell), Ed Prentiss (Marshal Dan Burns), Hank Patterson (conducente della diligenza), Tom London (Charlie), Kenneth Tobey (Joe Tanner)

## La notte dell'uomo tranquillo
- Titolo originale: Night of the Quiet Men

### Trama
- Guest star: Michael Morgan (Ed Saunders), George Macready (Dodge City Judge), Jack Perrin (barista), Zon Murray (Bill Dayton), Lyle Bettger (John McCambridge), Carl Benton Reid (Cole Rogers), Read Morgan (Ames), Anthony Caruso (Kurt Lang), Robert Knapp (Brodie), Karl Swenson (Becker), Bartlett Robinson (sceriffo), Augie Gomez (cittadino di Dodge), Herman Hack (Double Circle Ranch Hand), Norman Leavitt (impiegato dell'hotel), Arthur Space (barista di Dodge City)

## The Pass

### Trama
- Guest star: John Pickard (Will Cooper), Richard Shannon (Ben Sears), Terry Frost (Major), Harvey Stephens (generale Howard), Madlyn Rhue (Eve), Walter Sande (sergente Coffey), Richard Emory (tenente Ives)

## Trail Drive

### Trama
- Guest star: Fred Coby (vice sceriffo), Willis Bouchey (Frazer), Phil Schumacher (cittadino), Chick Hannan (Rider with Tyler), Jim Davis (Hake Ballard), Russ Conway (Jake Tyler), Don C. Harvey (Martin), Richard H. Cutting (Bill), Henry Wills (cowboy con Tyler)

## Day of Vengeance

### Trama
- Guest star: Vinton Hayworth (giudice Joshua Meeker), Harry Bartell (Rev. Ernie Polk), Michael Vallon, Tom London (guardia con il fucile), Rico Alaniz (Manuel Ortega), John Larch (Gabe Reynolds), Adele Mara (Alice Goren), Phillip Pine (Juan Mendoza), Vito Scotti (Paco)

## The Legend of Lily

### Trama
- Guest star: David McMahon (barista), Hal Smith (Charlie), Harry Strang (addetto al telegrafo), Phil Schumacher (Show Spectator), Constance Moore (Lily Langford), Kent Taylor (Ben Carson), George Tobias (Shanghai Pierce), Patsy Kelly (Bea), William Tannen (sceriffo di Laramie), Harry Lauter (Alamo), Roy Barcroft (sceriffo di Platte County), Harry Tyler (Judd), Frank Sully (cittadino)

## Death Wind

### Trama
- Guest star: William Fawcett (Ben), James Anderson (Troy Tollard), Roy Barcroft (Deputy Marshal Bill Littlefield), Jon Locke (Hired Gun), Claude Akins (sergente Maj. Tom Cole), Nancy Gates (Angela Cole), Stacy Harris (Bradley Teague), Chris Alcaide (Will Brent), John Bryant (guardia carceraria)

## Company Man

### Trama
- Guest star: Dabbs Greer (Samuel Clemens), William Bryant (Skinny), Eddy Waller (Mose), Ellen Corby (Mrs. Clark), John Dehner (Jack Slade), James Best (Ben Leach), James Westmoreland (Johnny Leach), Olive Sturgess (Caroline Clark), Bing Russell (Tex), Dan Sheridan (vittima)

## La fune d'acciaio
- Titolo originale: Rope of Steel

### Trama
- Guest star: George Eldredge (Doc Huber), Tom Fadden (Dell Layton), Lillian O'Malley (moglie di Mary Layton), H.E. West (barista), Harry Townes (Mace Stringer), Mari Blanchard (Sally), George Mitchell (Charlie Bowden), Bartlett Robinson (sceriffo), John Cliff (Tully), Charlie Briggs (Will), Frank Mills (cittadino)

## Duel at Alta Mesa

### Trama
- Guest star: George Kennedy (Gallagher Henchman), Don Kelly (Rick), Gail Bonney (Famer), Jon Lormer (Wally), Fay Spain (Gloria Patterson), Alan Baxter (Warren Gallagher), Tom Drake (Tom Mannering), Douglass Dumbrille (T.J. Patterson), Pamela Duncan (Sally Mannering), Ron Hayes (scagnozzo di Gallagher), Herman Hack (frequentatore bar)

## Street of Hate

### Trama
- Guest star: Ronnie Rondell Jr. (conducente della diligenza), Jack Carry (Gault Ranch Hand), David McMahon (barista), Chick Hannan (frequentatore bar), Charles Bronson (Frank Buckley), Barton MacLane (Cameron Gault), Kathleen Crowley (Laurie Allen), Dean Fredericks (Chad Morgan), James Bell (dottor Malcolm Allen), Herbert Lytton (Prison Warden), Richard Farnsworth (aiutante di Gault), Frank Mills (frequentatore bar)

## Ride or Die

### Trama
- Guest star: Steve Darrell (Deputy Tom Houston), Robert Clarke (Jack Farnum), Howard Wright (sceriffo), David McMahon (cittadino), Simon Oakland (Vernon Kane), Sue England (Deborah Farnum), Dennis Moore (dottore)

## Hour After Dawn

### Trama
- Guest star: Chick Hannan (Baggage Man), Fred Coby (Deputy Tom Worth), Kermit Maynard (Creighton Henchman), S. John Launer (giudice Oliver), Gloria Talbott (Maud Pardee), Ben Johnson (Billy Pardee), Robert Osterloh (sceriffo Mort Corey), Irving Bacon (Tooey), Russell Thorson (cittadino), Bruce Bennett (Tom Creighton), Clarence Straight (Sam), George Eldredge (Doc Huber), Gene Roth (Marshal dagli Cheyenne), Chick Sheridan (cittadino)

## The Protectors

### Trama
- Guest star: Bobby Hall (conducente), Baynes Barron (sceriffo), Jack Perrin (rancher), Rod McGaughy (Rawlins Ranch Hand), Vince Edwards (Gil Craig), Mari Aldon (Celie Rawlins), Herbert Rudley (Luke Rawlins), Robert Bray (Sam Willard), William Phipps (Roy Allen), Ted de Corsia (Sam Greer), Chick Sheridan (Rawlins Ranch Hand)

## Saddle and Spur

### Trama
- Guest star: Richard Devon (Ed Trask), George N. Neise (Earl Durban), Wilton Graff (Clark), Walter Coy (Emmett Bishop), Beverly Garland (Terry Blake), Edgar Buchanan (Calico), Sam Buffington (Franklin)

## Midnight Rebellion

### Trama
- Guest star: Michael Pate (governatore Loren Corteen), Hal Baylor (Kincaid), Boyd 'Red' Morgan (guardia at Dock), Norman Leavitt (giornalista), Bruce Gordon (maggiore Owen Cantrell), Ed Kemmer (capitano Vern Jamieson), Marian Collier (Jeanette Durand), Roy Barcroft (Marshal), Frank Ferguson (Paul Durand), Chuck Roberson (Burke)

## La via del cimitero
- Titolo originale: Cemetery Road

### Trama
- Guest star: Dick Johnstone (Wagon Train Member), R.G. Armstrong (Matthews), Kermit Maynard (spettatore processo), Kenneth MacDonald (sceriffo), Jocelyn Brando (Julia Hansen), King Donovan (dottor Matthew Hansen), Rachel Ames (Helen Bentley), Dennis Patrick (Ross), Judson Pratt (Elmo), Read Morgan (Glen Bentley), Syd Saylor (Barber), Robert Carlson (membro dello scompartimento del treno), Barney Biro (barista), Chick Sheridan (spettatore dello scontro)

## Men of Defiance

### Trama
- Guest star: Richard Shannon (Bannister Gang Member), Ed Nelson (Mace), Boyd 'Red' Morgan (Bannister Gang Member), Rayford Barnes (Bannister Gang Member), Don Megowan (Clint Gentry), Edgar Buchanan (Doc), Bing Russell (Reb), Denny Miller (Toby), John Pickard (Stewart), Norman Leavitt (Smokey), Mort Mills (Marshal), John Anderson (Frank Bannister), Guy Wilkerson (commerciante)